# 장학금

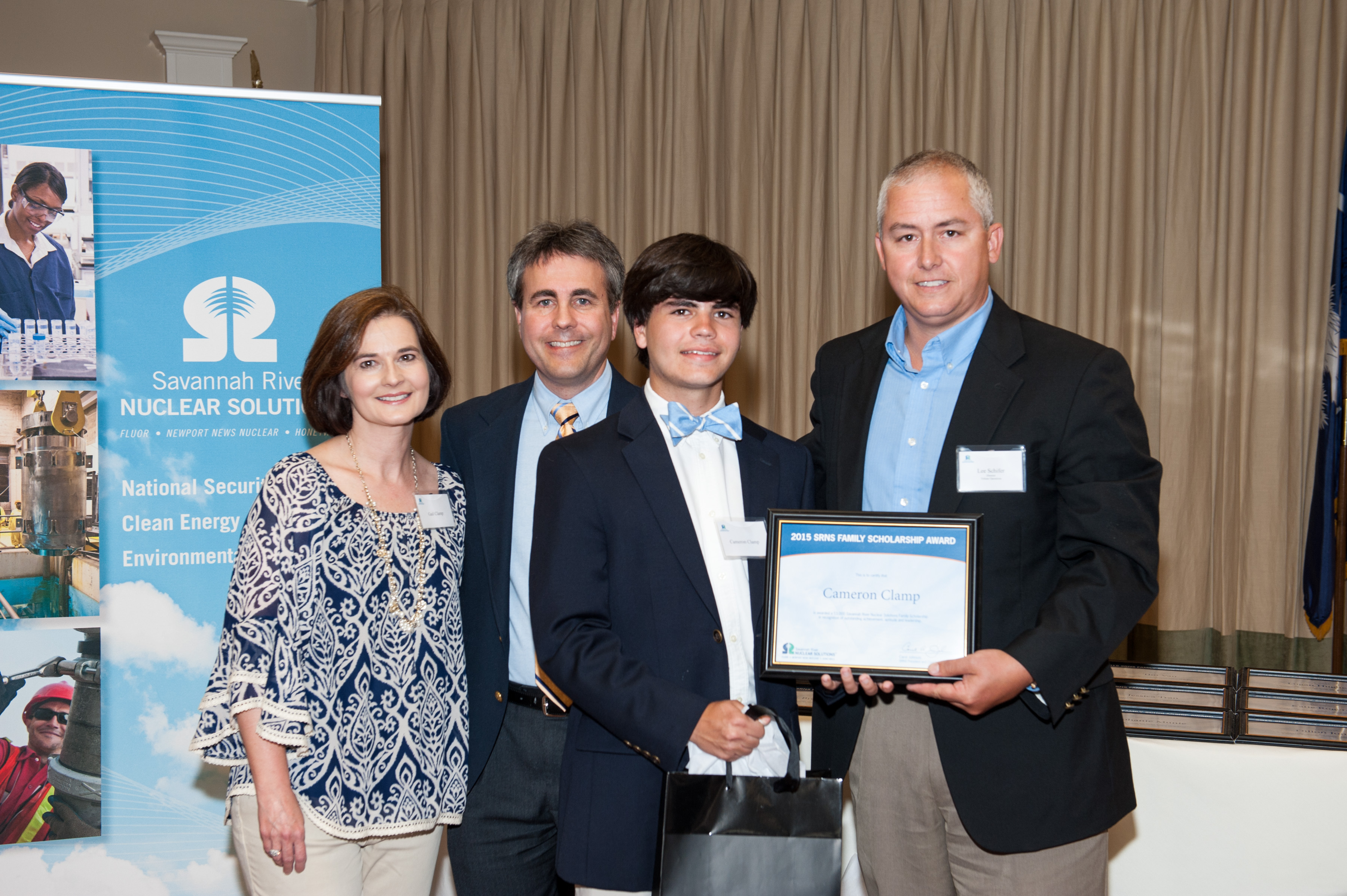

장학금(奬學金)은 학생이 앞으로의 교육을 할 수 있도록 도와주는 학자 보조금이다. 장학금은 이를 받을만한 목적이나 가치 등 다양한 기준에 따라 수여된다. 장학금을 받는 학생은 장학생으로 부른다.

## 종류
- 우수한 학생을 위한 장학금(Merit-based): 학생의 능력, 운동 실적, 예술 실적 등에 따라 주어지며 여기에 교내 및 교외 활동 등의 요인도 포함된다.[1]
- 가난한 학생을 위한 장려금(Need-based): 학생과 가족의 재정 기록에 따라 주어진다.[2]
- 특정한 학생을 위한 장려금(Student-specific): 성별, 인종, 종교, 가족, 의과 기록 등 학생의 특정 요인에 따라 주어진다.[3]
- 특정 분야의 학생을 위한 장려금(Career-specific): 특정 분야의 연구를 추구할 예정인 대학생들에게 주어진다. 교육이나 간호와 같은 수요가 많은 지역의 직장을 추구하는 학생들에게도 이따금씩 주어진다.[4]

## 나라별 장학금

### 대한민국
국가장학금은 대한민국 장학금 제도 중 하나로, 한국장학재단이 기금을 운용하고, 집행한다. 대한민국 국적의 대학생 중 소득 구간과 성적 등의 조건에 맞을 경우, 지원받을 수 있다. 소득연계형 국가장학금, 국가근로 및 취업연계 장학금, 국가우수 장학금 등으로 구분된다.
2025년에는 국가장학금 2차 신청이 8월 초부터 9월 초 사이에 진행될 예정이며, 소득분위와 유형에 따라 최대 520만 원까지 지원된다.

## 같이 보기
- 펠로